# ناحیه ژهمگانگ
ناحیه ژهمگانگ (به لاتین: Zhemgang District) یکی از استان‌های بوتان بیست‌گانه کشور بوتان (کشور) است که در جنوب این کشور واقع شده‌است. ناحیه ژهمگانگ ۲٬۴۲۱ کیلومتر مربع مساحت و ۱۷٬۷۶۳ نفر جمعیت دارد.